# Enthroned Darkness
Enthroned Darkness ist eine 2011 gegründete Dark-Metal- und Funeral-Doom-Band.

## Geschichte
Simone „Nex“ Ghizzinardi gründete Enthroned Darkness als eines seiner diversen Soloprojekte. Die ersten Jahre veröffentlichte er die Musik von Enthroned Darkness über das eigene, seinen Projekten vorbehaltene Label DarkEyes Collective. Im Jahr 2011 erschienen mit der EP Endless Night und dem Album Invoking the Void of Darkness die ersten Veröffentlichungen unter dem Bandnamen. Das Album wurde im folgenden Jahr über Eternal Winter Records wiederveröffentlicht. Neben der Wiederveröffentlichung des Albums wurden 2012 die beiden Demos Beyond the Void of Existence und Misanthropic Void Supremacy veröffentlicht. Ghizzinarid veröffentlichte die Aufnahmen als Demos, da sie eine experimentelle Produktionsphase abbilden, die er nicht als reguläre Veröffentlichung betrachtet sehen wollte. Hinzukommend wurde mit Consumed by a Nameless Void das gesamte bisher veröffentlichte Material als Kompilation zusammengefasst. Im Dezember 2013 erschien das Split-Album mit The Blessed Hellbrigade Into the Void of the Downward Spiral. Im März 2014 folgte das zweite Studioalbum Frozen Emotions At Dusk, auf welchem sich erste stilistische Veränderungen bemerkbar machten. Nachfolgend lud Ghizzinardi den Bassisten „Spiritus Noctis“ in die Band, dessen fünfsaitiger Fretless Bass den Klang nachkommender Veröffentlichungen beeinflussen sollte. Mit dem am Spiel Castlevania orientierten Konzeptalbum Grim Symphony of the Night erschien das erste Album des Projektes als Duo, sowie die erste Veröffentlichung die direkt über ein anderes Label, hier dem russischen Funeral-Doom-Label Silent Time Noise erschien. Nick Harkins urteilte für das Webzine Doom-Metal.com, dass es der Band mit dem Album gelänge dem Rezipienten ein verstörendes Erlebnis zu bieten und das ungewöhnliche Album-Konzept effektiv umzusetzen.

## Konzept
Eigenen Angaben zufolge widmet sich Ghizzinardi mit Enthroned Darkness der „Erforschung der absoluten Leere“. Der in das Logo der Gruppe eingebaute Chaosstern und die konzeptionellen Verweise auf „Dunkelheit“ die „die durch das Licht geschaffenen Grenzen“ durchbricht und es dem Geist sol ermögliche die Tiefen der menschlichen Natur zu bereisen verweisen auf Bezugspunkte in der Chaosmagie. Das Ziel hinter der von Enthroned Darkness geschaffenen Musik sei es dabei „Klanglandschaften zu schaffen, die die Emotionen auf ein Niveau der Superlative bringen“.

## Stil
Das Webzine Doom-Metal.com beschreibt die ursprünglich von Enthroned Darkness gespielte Musik als am Black Metal orientiert. Derweil habe sich das Ein-Mann-Projekt langsam zum „Blackened Funeral Doom“ hin entwickelt. Das als die Melodie führende Leadinstrument eingesetzte Keyboard und der harsche Gesang dominieren den Klang. Während dies bereits auf frühen Veröffentlichungen so praktiziert würde, sei die Musik der späteren „in einem viel langsameren und bewussteren Tempo“ gehalten. Das Album Grim Symphony of the Night wird indes als eine an Horrorfilmen und der Gothic Fiction orientierte Mischung aus Funeral Doom und Dark Ambient bezeichnet. Das Keyboard sei hierbei ätherisch und schaurig, die Musik bedrückend langsam, der Gesang gequält.

## Diskografie
- 2011: Eternal Night (EP, DarkEyes Collective)
- 2011: Invoking the Void of Darkness (Album, DarkEyes Collective)
- 2012: Beyond the Void of Existence (Demo, DarkEyes Collective)
- 2012: Misanthropic Void Supremacy (Demo, DarkEyes Collective)
- 2012: Consumed by a Nameless Void (Back from the Past - Rehearsal Songs) (Kompilation, DarkEyes Collective)
- 2013: Into the Void of the Downward Spiral (Album, DarkEyes Collective)
- 2014: Frozen Emotions at Dusk (Album, DarkEyes Collective)
- 2015: Grim Symphony of the Night (Album, Silent Time Noise/Outer Line)